# والری میلف
والری میلف (بلغاری: Валери Милев؛ زادهٔ ۳ نوامبر ۱۹۷۴) یک کارگردان فیلم بلغاری اهل صوفیه است. از برجسته‌ترین آثار او می‌توان به فیلم‌های کشتار، گلوله‌های عدالت، پیچ اشتباه ۶ و همه‌شان را بکش ۲ اشاره کرد.
میلوف در دانشگاه بلغارستان جدید تحصیل کرد و در سال ۱۹۹۹ در رشته کارگردانی سینما و تلویزیون فارغ‌التحصیل شد. او بیش از ۲۰۰ موزیک ویدیو و ۱۵۰ آگهی تلویزیونی را کارگردانی کرده است. اولین فیلم او به عنوان کارگردان در سال ۲۰۰۹ منتشر شد.